# Clitelloxenia audreyae
Clitelloxenia audreyae är en tvåvingeart som beskrevs av Ronald Henry Lambert Disney 1997. Clitelloxenia audreyae ingår i släktet Clitelloxenia och familjen puckelflugor.
Artens utbredningsområde är Taiwan. Inga underarter finns listade i Catalogue of Life.